# Весник, Яков Ильич
Яков Ильич Весник (19 августа 1894, Пинск, Минская губерния — 17 ноября 1937, СССР) — советский военный политработник и деятель промышленности, основатель и первый директор завода «Криворожсталь», бригинженер (1937).

## Биография
Родился 19 августа 1894 года в Пинске в еврейской купеческой семье. Отец, Илья (Эля-Лейзер) Абрамович Весник (1862—?), был сыном купца первой гильдии и, как и вся семья, занимался торговлей тканями; мать — Рахиль Абрам-Ициковна Весник (урождённая Этман, 1865, Ковно — ?, Москва). Родители сочетались браком 2 января 1886 года в Ковно. Дед и бабушка Я. И. Весника со стороны отца — купец первой гильдии Абрам Янкелевич Весник и Гинда Абрамовна Весник (1844—?) — владели текстильными мануфактурами в Минске, Пинске и позже в Санкт-Петербурге. Им принадлежало имение на Курасовщине.
Вырос в Минске, где отец владел домом № 8 по улице Петропавловской. В 19 лет, успев отслужить в армии, отправился в Швейцарию, где поступил в Лозаннский университет. Окончить его не успел — началась Первая мировая война.
В первый же день войны Якова определили в Коломенский 119-й пехотный полк. В одном из боёв в Восточной Пруссии был тяжело ранен. После лечения в госпитале комиссован, жил в Петрограде. Работал слесарем на заводе «Айваз» (где познакомился с М. И. Калининым), одновременно, продолжил учёбу в Петроградском Политехническом институте.
В дни Февральской буржуазно-демократической революции 1917 года 23-летний Яков Весник возглавлял отряд красногвардейцев, в июле 1917 года он был уже комиссаром почты и телеграфа Выборгского района.

### Гражданская война. Служба в РККА
С первого дня организации Красной армии Яков Весник в её рядах. Послужной список члена Реввоенсовета:
- 8-я армия (РККА) Южного фронта[6]: 7 ноября 1918 — 28 ноября 1919;
- 11-я армия (РККА): 27 мая — 31 августа 1920;
- 15-я армия (РККА): 10 ноября — 26 декабря 1920;
- 11-я армия (РККА): 26 января — 29 мая 1921.

### Семейная история
Один из самых важных моментов своей жизни он пережил уже на исходе Гражданской войны в феврале 1921 года на Тифлисском фронте. Военная операция за овладением Пойлинским железнодорожным мостом едва не закончилась для Весника трагически — в боях он был тяжело ранен и чудом избежал смерти. В Бакинском госпитале за тяжело раненым Яковом Весником старательно ухаживала медсестра, чешка Евгения Немечек. Согласно семейному преданию, когда стоял вопрос: ампутировать или нет Якову обе ноги, она призналась ему в любви и поклялась, что, независимо от исхода операции, готова быть с ним всю жизнь. По излечении они поженились.

### Мирное время
После окончания гражданской войны бывший военный комиссар Яков Весник окончил в 1924 году Петроградский политехнический институт. Он становится одним из ведущих руководителей мирного строительства. Я. И. Вестник восстанавливал затопленные Риддеровские рудники, работал вице-президентом Амторга в Нью-Йорке, и Заместителем Торгпреда СССР в Швеции. Был главным инженером строительства нефтепровода в Баку и начальником прокатных цехов «Магнитостроя». В Кривой Рог приехал летом 1931 года.
В 1936 году директор Криворожского металлургического комбината Я. И. Весник был обвинён в содействии «контрреволюционерам-троцкистам» и исключён из партии, однако за него вступилось Политбюро и партбилет был ему возвращён. За перегибы и травлю директора был снят с должности 1-й секретарь Криворожского горкома КП(б)У Ефроим Левитин.
После смерти Г. К. Орджоникидзе 18 февраля 1937 года, Я. И. Весник был арестован 10 июля 1937 года, и 17 ноября — расстрелян.
Его жена 7 июля 1938 года была отправлена в ссылку в Казахстан как Член семьи изменника Родины (срок отбывала в Акмолинском лагере жён изменников Родины (АЛЖИРе) до освобождения в ноябре 1945 года, затем в ссылке в Кимрах); сын, будущий актёр Евгений Весник, оказался под угрозой попасть в детский дом.

## Семья
- Жена — Евгения Эммануиловна Весник (в девичестве Немечек; 18 августа 1897 — 4 мая 1977), уроженка Житомира Волынской губернии из семьи чешских колонистов. Организатор движения жён инженерно-технических работников (ИТР), директор птицефабрики Криворожского металлургического комбината, награждена орденом Трудового Красного Знамени.
  - Сын — актёр Евгений Яковлевич Весник.
- Брат — Моисей Ильич Весник (1906—1973), инженер, учёный в области машиностроения.

## Награды
- Орден Ленина (1935);
- Два ордена Красного Знамени (17.06.1921[10], …);
- Орден Красного Знамени Азербайджанской ССР.

## Память

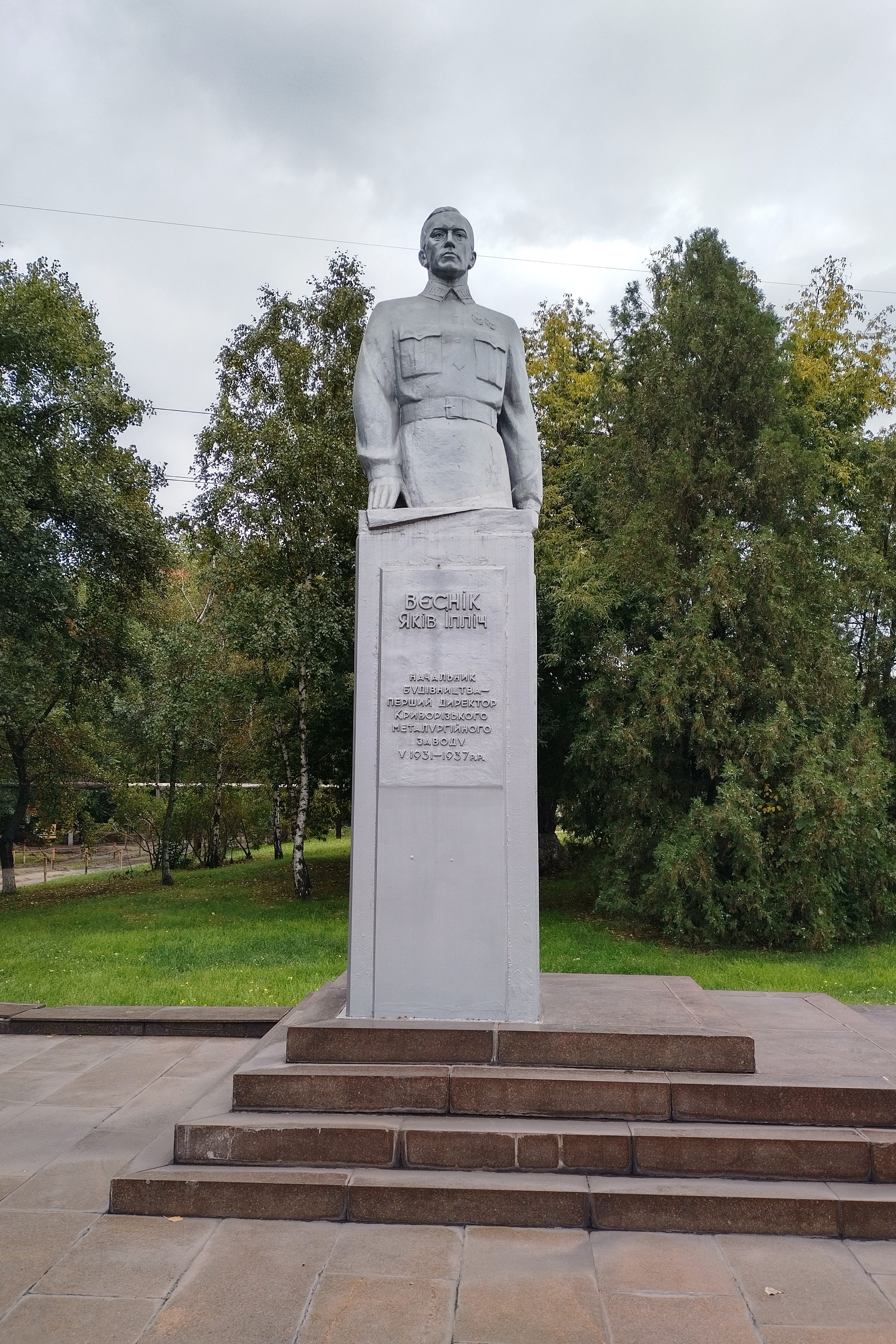
Памятник-бюст Якову Веснику

- Памятник-бюст Якову ВесникуСпектакль «Чистка», Криворожский театр имени Шевченко, постановка Е. Я. Весника.
- Памятник возле здания управления персоналом завода «Криворожсталь»[11].
- Улица в Кривом Роге.
- Мемориальная доска на доме в Кривом Роге, где жил Яков Весник.

## Публикации
- Я. И. Весник. Путь к восстановлению казарменного хозяйства. М.: Государственное военное издательство, 1924. — 32 с.
- Я. И. Весник. В боях за октябрь (исторический очерк). М.—Л.: Государственное издательство, Отдел военной литературы, 1929. — 62 с.
- Я. И. Весник. Криворожстрой — на рубеже второй пятилетки (Итоги первого года работы) / Инж. Я. Весник. Кривой Рог: Управление Кривстроя, 1933. — 28 с.
- Решения IV Горпартконференции по докладу т. Весника о Криворожстрое. Кривой Рог, 1934. — 10 с.